# František Cipro
František Cipro (13. dubna 1947 Jihlava – 7. února 2023) byl český fotbalový trenér a prvoligový hráč.

## Fotbalová kariéra
Byl aktivním hráčem, který největší část své kariéry spojil se Slavií Praha. Hrál na postu obránce, záložníka i útočníka, jeho hru charakterizovala rychlost. V československé lize nastoupil ve 285 utkáních a dal 16 gólů. V Poháru vítězů pohárů nastoupil v 6 utkáních a v Poháru UEFA nastoupil ve 4 utkáních.

## Ligová bilance
| Ročník                                   | Zápasy | Góly | Klub           |
| ---------------------------------------- | ------ | ---- | -------------- |
| 1. československá fotbalová liga 1968/69 | 23     | 1    | VCHZ Pardubice |
| 2. československá fotbalová liga 1969/70 | -      | 2    | VCHZ Pardubice |
| 1. československá fotbalová liga 1970/71 | 28     | 4    | TJ Gottwaldov  |
| 1. československá fotbalová liga 1971/72 | 30     | 7    | Slavia Praha   |
| 1. československá fotbalová liga 1972/73 | 28     | 3    | Slavia Praha   |
| 1. československá fotbalová liga 1973/74 | 21     | 1    | Slavia Praha   |
| 1. československá fotbalová liga 1974/75 | 28     | 0    | Slavia Praha   |
| 1. československá fotbalová liga 1975/76 | 28     | 0    | Slavia Praha   |
| 1. československá fotbalová liga 1976/77 | 29     | 0    | Slavia Praha   |
| 1. československá fotbalová liga 1977/78 | 20     | 0    | Slavia Praha   |
| 1. československá fotbalová liga 1978/79 | 25     | 0    | Slavia Praha   |
| 1. československá fotbalová liga 1979/80 | 25     | 0    | Slavia Praha   |
| CELKEM 1. liga                           | 285    | 16   |                |

## Trenérská kariéra
Po skončení aktivní hráčské kariéry se stal trenérem. Hned na jedné z prvních trenérských pozic si připsal úspěch, když dokázal v sezóně 1988/89 dovést Zbrojovku Brno z druhé ligy zpět do nejvyšší soutěže. Tým poté trénoval ještě jednu sezónu a poté odešel trénovat na Kypr klub AEL Limassol. Po dvou letech se vrátil do České republiky a převzal tým FK Chmel Blšany. Největších úspěchů však dosáhl se Slavií Praha. V létě 1995 vystřídal na postu hlavního trenéra Slavie Miroslava Beránka a dovedl klub v sezóně 1995/96 k mistrovskému titulu. Navíc na jaře 1996 klub pod jeho vedením došel až do semifinále Poháru UEFA, když dokázal vyřadit například AS Řím. V semifinále podlehla Slavia Girondins Bordeaux. O rok později odešel trénovat rakouský tým Tirol Innsbruck. Do Slavie se poté vrátil ještě na sezónu 1999/2000.
V dalších letech působil na postu hlavního trenéra v dalších českých prvoligových klubech – v Teplicích, Plzni a Českých Budějovicích. Od 1. června 2009 působil jako hlavní skaut SK Slavia Praha. Po propuštění Karla Jarolíma převzal dne 30. března 2010 funkci hlavního trenéra, kde působil do konce sezony 2009/10 do 1. 6. 2010, kdy se po odvolání Petra Doležala do funkce vrátil Karel Jarolím. V sezóně 2011/12 se po pátém kole stal novým trenérem Českých Budějovic a nahradil Jiřího Kotrbu, který je v klubu generálním manažerem a na trenérské pozici byl pouze dočasně. 3. září 2012 byl odvolán a ve funkci trenéra ho nahradil Miroslav Soukup. 1. března 2015 se stal znovu trenérem Českých Budějovic, když ve funkci vystřídal Luboše Urbana. Ovšem zachránit tým v nejvyšší soutěži se mu nepovedlo. Tým vedl i ve 2. lize. Ale kvůli špatným výsledkům byl v říjnu 2015 odvolán.

## Úmrtí
Dne 7. února 2023 František Cipro zemřel na kolorektální karcinom ve věku 75 let.